# モンテル空間
関数解析学や関連する数学分野において、モンテル空間とは、モンテルの定理に類似した性質を持つ線形位相空間のことをいう。
より厳密には、モンテル空間とは、閉である有界集合が常にコンパクトであるような樽型空間のことである。
この名称は Paul Montel に因む。
複素解析における古典的なモンテルの定理により、複素平面の連結開集合上の正則関数全体がなす空間はモンテル空間である。
現在興味が持たれるモンテル空間の多くが、超関数に対するテスト関数の空間である。
{\displaystyle {\boldsymbol {R}}^{n}} の開集合 {\displaystyle \Omega } 上の滑らかな関数の空間 {\displaystyle C^{\infty }(\Omega )} はモンテル空間であり、その位相は各 {\displaystyle n=1,2,\ldots } および各コンパクト部分集合 {\displaystyle K\subset \Omega } に対して定まる半ノルム
{\displaystyle \|f\|_{K,n}=\sup _{|\alpha |\leq n}\sup _{x\in K}\left|\partial ^{\alpha }f(x)\right|}
（{\displaystyle \alpha } は多重指数）の族により与えられる。開集合上のコンパクトな台を持つ滑らかな関数の空間 {\displaystyle C_{0}^{\infty }(\Omega )} や、シュワルツ空間も、通常の位相によりモンテル空間である。
無限次元のバナッハ空間は、ハイネ・ボレル性を持たない（閉単位球は閉かつ有界であるがコンパクトではない）ので、モンテル空間ではない。

## 性質
- モンテル空間の強双対はモンテル空間である。
- モンテル空間は回帰的である。
- 核型で擬完備 (すなわち閉である有界集合が常に完備) な樽型空間はモンテル空間である。
- フレシェ空間でかつモンテル空間でもあるものは、可分であり、強双対が有界型空間になる。